# Lattimore (Carolina del Nord)
Lattimore è un comune degli Stati Uniti d'America, situato in Carolina del Nord, nella contea di Cleveland.